# معاملة المثليين في إريتريا
يواجه الأشخاص من المثليين والمثليات ومزدوجي التوجه الجنسي والمتحولين جنسياً (اختصاراً: LGBT) في إريتريا تحديات قانونية واجتماعية لا يواجهها غيرهم من المغايرين جنسيا. يعتبر النشاط الجنسي المثلي بين الرجال وبين النساء غير قانوني في إريتريا، ويعاقب عليها بالسجن لمدة تصل إلى 3 سنوات. تتم مقاضاة الأشخاص المثليين بشكل منتظم من قبل الحكومة ويواجهون بالإضافة إلى ذلك وصمة عار بين السكان. والمنازل التي يعيش فيها الشركاء المثليون غير مؤهلة للحصول على نفس الحماية القانونية المتاحة للأزواج المغايرين، مع وجود عدة تقارير تتحدث عن مستوى عالي من التمييز والانتهاكات ضد مجتمع المثليين.

## قانون النشاط الجنسي المثلي
النشاط الجنسي المثلي بين الذكور وبين الإناث على حد سواء غير قانوني في إريتريا. يتم حظر النشاط الجنسي المثلي في القسم الثاني (الانحرافات الجنسية) من قانون العقوبات لعام 1957، الموروثة من إثيوبيا بعد الاستقلال وهي إرث استعماري بريطاني. بموجب المادة 600، يمكن معاقبة «الجرائم الجسدية غير الطبيعية» بالسجن لمدة تتراوح بين 10 أيام و 3 سنوات في السجن. في الممارسة العملية، لا يُعرف الكثير عن استخدام هذا القانون، لأن الصحافة الإريترية التي تسيطر عليها الدولة لا تقدم تقارير عن مقاضاة المثلية الجنسية على الإطلاق. ذكرت السفارة البريطانية في أسمرة أن الأشخاص الذين يكتشفون أنهم يشاركون في النشاط المثلي يتم محاكمتهم بانتظام وإدانتهم. تقوم الحكومة بشكل روتيني باحتجاز الأفراد بسبب نشاطهم المثلي بالتراضي، ويُزعم أنهم شاركوا بشكل دوري في احتجاز المثليين والمثليات المعروفين أو المشتبه بهم في البلاد. في كثير من الحالات، لم يتم توجيه أي تهم لهم ولعائلات المتهمين بالمثلية الجنسية، حيث تُحرم من معلومات عن حالتهم أو عن مكان احتجازهم. النظام القضائي الإريتري غامض وغالبًا ما يكون تعسفيًا في التعامل مع اتهامات ممارسة المثلية الجنسية. الاعتداء والتعذيب وضرب السجناء أمر شائع، وقد ذكر البعض أن السجناء قد أُعدموا بشكل غير قانوني. على الرغم من ذلك، أفادت وزارة الخارجية وشؤون الكومنولث في المملكة المتحدة أن عقوبة الإعدام لم تُستخدم في إريتريا في عام 2013. في عام 2003، قُبض على ستة رجال مثليين في الحمام العام في أسمرة ثم نُقلوا بعد ذلك إلى سجن سجن أدي أبييتو، والمعروف بحبس السجناء السياسيين والصحفيين. حتى أولئك الذين لديهم صلات ضعيفة بمجتمع المثليين والمثليات داخل إريتريا معرضون لخطر الشك في ممارسة الجنس المثلي وبالتالي الاعتقال والسجن. رفضت حكومة إريتريا نداء من مجلس حقوق الإنسان التابع للأمم المتحدة خلال الاستعراض الدوري الشامل عملية لإضفاء الشرعية على النشاط الجنسي المثلي. واعتبر أن هذا «يتناقض بشكل مباشر مع قيم وتقاليد الشعب الإريتري».

## الاعتراف القانوني بالعلاقات المثلية
لا تعترف إريتريا بالأزواج والشركاء المثليين. لا على شكل زواج المثليين أو الاتحادات المدنية

## التبني وتنظيم الأسرة
لا يمكن للأزواج والشركاء المثليين التبني في إريتريا.

## الحماية من التمييز
لا توجد حماية ضد التمييز على أساس التوجه الجنسي والهوية الجندرية.

## ظروف الحياة
قال المفوض السامي لشؤون اللاجئين للأمم المتحدة أن «المحرمات الاجتماعية القوية» توجد ضد النشاط الجنسي المثلي داخل إريتريا. وبالمثل، ذكرت وزارة الخارجية الأمريكية أن المثليين والمثليات يواجهون «تمييزًا اجتماعيًا شديدًا». بشكل عام، لا تتم مناقشة هذه القضايا بشكل علني في البلاد ولا تعتبر المثلية الجنسية قضية عامة. هناك وعي عام محدود بوجود الأقليات الجنسية والجندرية إلا بين أجهزة إنفاذ القانون المكلفة بمكافحة المثلية الجنسية. لا توجد مجموعات أو منظمات للمثليين في البلاد. يتفاقم التمييز في المجتمع بسبب عدم قانونية المثلية الجنسية، مما يؤدي إلى زيادة حالات سوء المعاملة والتحرش الجنسي ضد المثليين والمثليات. وجدت منظمة فريدم هاوس أن تجريم النشاط المثلي قد أدى إلى تمييز اجتماعي وقانوني. أكدت حكومة إريتريا مرات عديدة أن المثلية الجنسية تتعارض مع القيم والأعراف التقليدية داخل البلاد. بالإضافة إلى ذلك، في أوائل عام 2000 بثت عددًا من البرامج الإذاعية والتليفزيونية على محطات تابعة للدولة تفصل الأخطار المزعومة للمثلية الجنسية. ذُكر أن المثليين والمثليات الذين يخدمون في الجيش الإريتري تعرضوا «لسوء المعاملة الشديدة»، على الرغم من أن هذه التقارير ظلت غير مؤكدة. ذكر طالب لجوء في المملكة المتحدة عام 2002 أنه وشريكه، وكلاهما كان في القوات المسلحة، عانوا من الإيذاء الجسدي واللفظي، بما في ذلك التهديدات، من كل من القادة وزملائه الجنود.
يعد التمييز المجتمعي ضد المصابين بفيروس نقص المناعة البشرية/الإيدز «مصدر قلق» في تقرير وزارة الخارجية عن حقوق الإنسان في إريتريا. أدانت مجموعة المؤسسة الدولية للمثليين والمثليات ومزدوجي التوجه الجنسي والمتحولين جنسيا وثنائيي الجنس وبعض مجموعات الوقاية من فيروس نقص المناعة البشرية/الإيدز تجريم النشاط الجنسي المثلي بموجب المادة 600، بحجة أنها تقوض أهداف الصحة العامة من خلال جعل برامج الوقاية الموجهة ضد الرجال الذين يمارسون الجنس مع الرجال صعبة للغاية.
اتهمت حكومة إريتريا مرارًا وتكرارًا الدول الأجنبية والغربية بتعزيز المثلية الجنسية داخل البلاد من أجل زعزعة استقرار النظام. تم وصف المعارضين أو المعارضين المشتبه بهم للنظام على أنهم «مثليون، خونة، مغتصبون، بيدوفيليين، وتجار بشر» في محاولات لقمع ونزع الشرعية عن انتقادات الحكومة. 
في عام 2010، إلى جانب عدد من الدول الأفريقية الأخرى، رفضت إريتريا مبادئ يوغياكارتا، التي تحاول تطبيق معايير حقوق الإنسان المتقدمة على قضايا التوجه الجنسي والهوية الجندرية. واعتبرت المجموعة الأفريقية هذه المعايير مثيرة للجدل للغاية واتهمت باختراع حقوق الإنسان الجديدة دون أساس في القوانين الدولية. ==الأشخاص المثليون الأجانب==
في عام 2013، تم طرد باولو مانينا، وهو مواطن إيطالي مثلي الجنس، من وظيفته كأستاذ أدب في مدرسة فنية في أسمرة وتم ترحيله من إريتريا. وافق مانينا على المغادرة، وقال إنه خائف على سلامته. ولم يعط أي تفسير رسمي لإبعاده من البلاد، إلا أن حكومة إريتريا ذكرت أن مانينا كان «شخصا خطيرا يزعزع استقرار النظام الأخلاقي والعام للبلد». تحت استجواب لاحق من المسؤولين الإيطاليين، أوضحت الحكومة الإريترية أنه على الرغم من عدم ذكر التوجه الجنسي في عقود المدارس الإيطالية العاملة في البلاد، تم تبرير الطرد بناءً على المادة 7 من الاتفاق بشأن المدارس الفنية الإيطالية في إريتريا. يتطلب الاتفاق الامتثال للقوانين المحلية، وقد جادلت الحكومة بأن هذا يشمل المادة 600 من قانون العقوبات الإريتري. وعلق السفير الإريتري لدى إيطاليا على أن «أي أجنبي موجود في إريتريا التزام باحترام العادات والتقاليد المحلية، وحتى أكثر من ذلك، أحكام القانون التي تحظر العلاقات الجنسية المثلية.» أدان المسؤولون الدبلوماسيون الإيطاليون هذا الإجراء.
في عام 2004، طردت إريتريا ثلاثة من عمال الفنادق من الدول الغربية بسبب نشاطهم المثلي. تم وصف واحد على الأقل من العمال الذين تم ترحيلهم بأنهم مثليون جنسياً علنا.

## ملخص
| قانونية النشاط الجنسي المثلي                                                                  | (العقوبة: تصل إلى 3 سنوات سجنا)     |
| المساواة في السن القانوني للنشاط الجنسي                                                       | No                                  |
| قوانين مكافحة التمييز في التوظيف                                                              | No                                  |
| قوانين مكافحة التمييز في توفير السلع والخدمات                                                 | No                                  |
| قوانين مكافحة التمييز في جميع المجالات الأخرى (تتضمن التمييز غير المباشر، خطاب الكراهية)      | No                                  |
| قوانين مكافحة أشكال التمييز المعنية بالهوية الجندرية                                          | No                                  |
| زواج المثليين                                                                                 | No                                  |
| الاعتراف القانوني بالعلاقات المثلية                                                           | No                                  |
| تبني أحد الشريكين للطفل البيولوجي للشريك الآخر                                                | No                                  |
| التبني المشترك للأزواج المثليين                                                               | No                                  |
| يسمح للمثليين والمثليات ومزدوجي التوجه الجنسي والمتحولين جنسيا بالخدمة علناً في القوات المسلحة | No                                  |
| الحق بتغيير الجنس القانوني                                                                    | No                                  |
| علاج التحويل محظور على القاصرين                                                               | No                                  |
| الحصول على أطفال أنابيب للمثليات                                                              | No                                  |
| الأمومة التلقائية للطفل بعد الولادة                                                           | No                                  |
| تأجير الأرحام التجاري للأزواج المثليين من الذكور                                              | (غير قانوني للأزواج المغايرين كذلك) |
| السماح للرجال الذين مارسوا الجنس الشرجي التبرع بالدم                                          | No                                  |